# Вєдєнєєв Дмитро Валерійович
Дмитро́ Вале́рійович Вєдєнє́єв (нар. 1 серпня 1967, Сєвєродонецьк) — український історик, військовий аналітик та експерт, полковник запасу СБУ, екс-заступник директора з наукових питань УІНП (1 листопада 2010 — 7 квітня 2014), доктор історичних наук (2006, 20.02.22 - військова історія),  професор (2008, по кафедрі оперативного мистецтва та історії спецслужб), старший науковий співробітник (2003, історія України) .  Головний редактор фахового наукового видання «Воєнно-історичний вісник» (з 2019).

## Життєпис
У 1984 р. вступив на історичний факультет (відділення політичної історії) Київського державного університету ім. Тараса Шевченка. У 1986—1988 рр. пройшов строкову службу в Оршанському орденів Олександра Невського і Червоної Зірки полку зв'язку Московського військового округу — частині, яка пройшла бойовий шлях від Підмосков'я до Праги. У студентські роки брав активну участь у громадській роботі, очолював комсомольську організацію історичного факультету. Тоді ж сформувався його науковий інтерес до вивчення проблем історії зовнішньополітичної діяльності.У 1986 р. став переможцем Київського міського туру ХІ Всесоюзного конкурсу студентських наукових робіт з суспільних наук (науковий керівником в студентські роки був д.і.н. В.П.Рябцев, якого знана історикиня, д.і.н. Людмила Гриневич характеризувала як "неймовірну, освічену, шляхетну людину"   )
За словами Олеся Донія, за часів Перебудови Дмитро Вєдєнєєв, співпрацював з КДБ, був донощиком: «…варто згадувати і стукачів-донощиків. Зокрема, коли була спроба мого виключення з університету, донощик Дмитро Вєдєнєєв з групи „Історія КПРС“ написав на прохання парткому і КДБ пасквіль проти мене в багатотиражку „Київський університет“. Цікаво, що після закінчення університу, він був допущений в архіви СБУ і став одним із найбільших спеціалістів з історії УПА. А нещодавно нинішня українофобська влада призначила його заступником директора Інституту національної пам'яті.», ту замітку в газеті відмовилися підписати всі його однокурсники, окрім Вєдєнєєва. Наступного дня після публікації Донію було заявлено, що його виключають з університету за «український буржуазний націоналізм». Доказів цим твердженням О. Доній (який в ті часи був очільником комсомольскої організації свого навчального курсу), ні тоді, ні пізніше не наводив. Сам Дмитро Вєдєнєєв у виступі на ток-шоу Шустер LIVE 1 лютого 2013 р. заперечив ці факти. За його словами, ту частину в замітці, про яку згадує Доній, була написана не ним, а «відомим Донію, партійним активістом історичного факультету, зараз великим українським патріотом».
У 1991 р. закінчив істфак з відзнакою та кваліфікацією історика, викладача історії та соціально-політичних дисциплін, став викладачем кафедри суспільних наук Сєвєродонецького технологічного інституту.
З листопада 1991 р. отримав направлення на навчання в аспірантурі на кафедрі історії для гуманітарних факультетів Київського університету імені Тараса Шевченка. У 1994 р. став кандидатом історичних наук, дисертація — «Становлення зовнішньополітичної служби України (1917—1920 рр.)».
У 1994—1998 рр., за особистим запрошенням фундатора Академії СБУ, генерала Володимира Сідака (1938—2019), поступив на військову службу та працює на викладацькій роботі в Інституті підготовки кадрів — Академії СБУ (викладач, доцент, заступник начальника кафедри історії та політології).
В 1998—2002 рр. начальник новоствореного науково-дослідного відділу Архівно-облікової служби (Державного архіву) СБУ, у 2002—2006 учений секретар Національної академії СБУ, у 2004—2005 роках — заступник начальника Центру навчально-методичної роботи Національної академії СБУ, з 2005 року — головний науковий співробітник Науково-організаційного центру Національної академії СБУ.
у 2006—2010 — завідувач кафедри історії спецслужб Національної академії СБУ. Полковник запасу. .
У 2010—2014 рр. — заступник Голови Українського інституту національної памяті Валерія Солдатенка (призначений Указом Президента України 1 листопада 2010 р.); з 2011 р. — заступник директора з наукових питань Українського інституту національної пам'яті при КМ України.
За словами Володимира В'ятровича, призначені за каденції Януковича до УІНПу «„комуніст“ Солдатенко та „кагебіст“ Вєдєнєєв» впроваджували через цю структуру вигідне для Росії бачення Голодомору, а сам Вєдєнєєв «Вєдєнєєв озвучувач російські наративи про наше минуле».
Зокрема, гостро критикувалася праця "Заручниця глобального протистояння. Трагедія Великого Голоду 1932-1933 рр. в Україні в контексті "холодної війни" 1945-1991 років: монографія". (К. : Дорадо-Друк, 2013. - 230 с.), яку написали Вєдєнєєв та його співавтор, кандидат історичних наук Будков Дмитро Валентинович з Донецька, автор дисертації "Міжнародно-інформаційна діяльність Української держави. 1917 - 1923 рр." (Донецьк, 2004).
17 лютого 2014 року, незадовго до перемоги Євромайдану та силового протистояння, Дмитро для телеканалу «112» заявив про те, що «Правий сектор» уникатиме силового методу: «рос. Тяжело представить возвращение „Правого сектора“ к действиям образца 19 января после того, как их руководящий состав обнародовал свои персоны и личности, выступил с публичными заявлениями, причем противоречивыми. Когда они говорили, что мы силовым способом добились для вас победы, отошли сейчас на Майдан, там тренируемся, а вы идите охраняйте баррикады»..
Після реорганізації УІНП у статусі наукової установи працював (квітень-листопад 2014 р.) завідувачем відділу військової історії Національного НДІ українознавства та всесвітньої історії МОН України (до ліквідації установи); його попередником був історик Уткін Олександр Іванович.
З грудня 2014 р. по лютий 2015 р. — завідувач сектору наукової бібліографії та біографістики Інституту історії аграрної науки, освіти і техніки Національної академії аграрних наук України..
З 2015 року — професор Національної академії керівних кадрів культури і мистецтв (кафедра гуманітарних дисциплін Інституту практичної культурології та артменеджменту). 
Заступник директора з наукової роботи Інституту публічного управління та кадрової політики НАКККіМ (2015—2016 рр.) . У 2022—2023 рр. — уповноважений з питань запобігання та виявлення корупції НАКККіМ 
Також у 2015 р. призначений головним редактором (з 2019 р. — заступником головного редактора) фахового видання Національної академії керівних кадрів культури і мистецтв — альманаху «Культура і сучасність», зареєстрованого 8 грудня 2014 року. З 2019 р. — голова редколегії фахового видання «Воєнно-історичний вісник».
Як викладач-тренер НАКККіМ брав участь у 2019-2023 рр. в реалізації міжнародного проекту ЄС «Академічна протидія гібридним загрозам – WARN» 610133-EPP-1-2019-1-FI-EPPKA2-CBHE-JP  .  Розробив і впровадив у навчальний процес авторські курси для здобувачів освіти (магістр, аспірант) з теорії безпеки соціокультурних систем та з протидії гібридним загрозам у соціокультурній сфері   . Звільнився з НАКККіМ за власним бажанням 14 вересня 2023 р. (наказ в.о. ректора № 309-К), з подальшим призначенням заступником директора Науково-дослідного Інституту українознавства МОН України.
20 вересня 2023 року призначений заступником директора Науково-дослідного інституту українознавства МОН України. Коментуючи це призначення Володимир В'ятрович назвав Дмитра Вєдєнєєва «кадебістом» та тим «хто стирав пам'ять про жертв Голодомору», а його призначення «ганебною помилкою», та звернувся до міністра освіти Оксена Лісового з закликом виправити цю «помилку».. Водночас твердження про причетність Д.Вєдєнєєва до КДБ не відповідало дійсності, адже він не перебував на службі або негласній роботі в радянських органах держбезпеки, і лише у 1994 р. став офіцером - науково-педагогічним співробітником СБУ. Тим не менш, уже 28 вересня 2023 року директор Василь Чернець, посилаючись на невдоволення з боку громадськості, звільнив Вєдєнєєва з посади заступника директора Науково-дослідного інституту українознавства МОН України .
У Дипломатичній академії України при МЗС України (в 2008—2016 рр.) працював (за сумісництвом) професором кафедри дипломатичної і консульської служби, на основі власних наукових розробок та авторського навчального посібника викладав курс «Історія української дипломатичної служби».
Член спеціалізованої вченої ради К 26.709.04 Національного університету оборони України.

## Науково-педагогічна діяльність
Дослідник історії української дипломатії, військово-політичної історії України під час Другої світової війни, руху ОУН і УПА, історії Православної Церкви в Україні, проблем інформаційно-гуманітарної безпеки .
У 2006 р. Д.Вєдєнєєв уперше в Україні захистив докторську дисертацію за спеціальінстю «військова історія»  на тему «Діяльність спеціальних підрозділів руху українських націоналістів та Української повстанської армії (1920—1950-ті рр.)» (науковий консультант — д.і.н., проф. Сідак В.С.) .
Автор та співатор понад 900 друкованих праць, у тому числі понад 60 монографій, навчальних посібників та науково-документальних праць .
Підготував трьох кандидатів історичних наук.
У 2011—2015 рр. — член Експертної ради з історичних наук МОН україни. Член Громадської ради при СБ України (2011—2015 рр.). У 2013—2016 рр. — відповідальний секретар Головної редколегії науково-документальної серії книг «Реабілітовані історією» . 
Восени 2019 року виступив рецензентом книги — видання УПЦ-МП «Афонский старец из Закарпатья. Иеросхимонах Аввакум (Вакаров) и его время (1899—1972)» авторства Ю. Данильця та П. Гайденка.
Автор багатьох статей в «Енциклопедії сучасної України», «Енциклопедії історії України». Активно співпрацював із газетами «2000», «Дзеркало тижня», «Киевский телеграф», «Киевские ведомости», «День», «Столиця», «Хрещатик», «Секретные материалы», журналами «Волонтер», «Камуфляж», «Неизвестная разведка», "В мире спецслужб"

### Наукові праці
1. Веденєєв Д. В. Становлення зовнішньополітичної служби України (1917—1920 рр.) // Автореф. дис. … канд. іст. наук. — К., 1994. — 17 с.
2. Спеціальні служби в історії Української держави. Навчально-методичний посібник — К.: Видавництво Національної академії Служби безпеки України, 2003. — 60 с. (у співавт. з В.Букіним)
3. Будков Д. В. Слово правди про Україну. Міжнародна інформаційна діяльність Української держави 1917—1923 рр. : Моногр. / Д. В. Будков, Д. В. Вєдєнєєв. — К. : Вид-во «К. І. С.», 2004. — 203 c.
4. Слово правди про УкраЇну: Міжнародна інформаційна діяльність Української держави 1917—1923 рр. / Д. Будков, Д. Вєдєнєєв.- К. : К. І. С., 2004.- 204 с. — ISBN 966-8039-33-5
5. Українці проти нацизму: політичний вимір: наукове видання / Д. В. Вєдєнєєв, В. І. Кучер ; Ін-т політ. і етнонац. досліджень НАН України, Нац. акад. служби безпеки України. — К. : Просвіта , 2005. — 84 с. ; 20 см. — ISBN 966-653-163-1
6. Прояви тероризму в Україні (остання чверть ХІХ — початок ХХІ ст.). Навчальний посібник. — К.: Вид-во НА СБ України, 2005. — 162 с.
7. Історіографія та бібліографія діяльності підрозділів розвідки та контррозвідки руху українських націоналістів та Української повстанської армії. 1945 — початок 2000-х років. Навчальний посібник. — К.: Видавництво Національної академії СБ України, 2005. — 62 с.
8. Вєдєнєєв Д. В. Діяльність спеціальних підрозділів руху українських націоналістів та Української повстанської армії (1920-1950-ті рр.): дис. … д-ра іст. наук: 20.02.22 / Національна академія Служби безпеки України. — К., 2006. — 500 арк. — Для служб. користування.
9. Вєдєнєєв Д. В., Будков Д. В. Юність української дипломатії. Становлення зовнішньополітичної служби України в 1917—1923 роках. Монографія — К. : К. І. С., 2006. — 312 с.
10. Вєдєнєєв Д. В. Дипломатична служба Української держави. 1917—1923 роки: навч. посіб. / Д. В. Вєдєнєєв; Нац. акад. Служби безпеки України. — К., 2007. — 260 c.
11. Вєдєнєєв Д. В., Биструхін Г. С. Меч і тризуб. Розвідка і контррозвідка руху українських націоналістів та УПА (1920—1945). Монографія. — К. : Ґенеза. 2006. — 408 с.
12. Вєдєнєєв Д. В., Биструхін Г. С. «Повстанська розвідка діє точно і відважно…». Документальна спадщина підрозділів спеціального призначення ОУН та УПА. 1940—1950-ті роки. — К. : К. І. С., 2006. — 568 с.
13. Биструхін Г. С., Вєдєнєєв Д. В. Війна в кам‘яних джунглях. Міська партизанська війна як феномен збройної боротьби та спеціальної діяльності. 1945—2005 рр. Монографія. — К. : Генеза, 2006. — 512 с.
14. Військово-політична діяльність ОУН та УПА у світлі норм міжнародного гуманітарного права / Д. В. Вєдєнєєв, О. Є. Лисенко // Український історичний журнал. — 2007. — № 3. — С. 46-65.
15. Вєдєнєєв Д. В., Биструхін Г. С. Двобій без компромісів. Протиборство спецпідрозділів ОУН та радянських сил спецоперацій. 1945—1980-ті роки: Монографія. — К. : К. І. С., 2007. — 568 с.
16. Веденеев Д. В. Одиссея Василия Кука. Военно-политический портрет последнего командующего УПА. — К. : К. И. С., 2007. — 208 с.
17. Веденеев Д. Украинский фронт в войнах спецслужб: Исторические очерки. — К. : К. И. С., 2008. — 432 с.
18. Вєдєнєєв Д. В. Задзеркалля історії: Нариси минулого спеціальних служб. — К. : К. І. С., 2008. — 288 с.
19. Вєдєнєєв Д. В. Організація українських націоналістів і зарубіжні спецслужби (1920 — 1950-ті рр.) / Д. В. Вєдєнєєв, О. Є. Лисенко // Український історичний журнал. — 2009. — № 3. — С. 132—146.
20. Гострі кігті орла. Сили спеціальних операцій США: історія та сучасність: монографія. — К.: К. І. С., 2010. — 400 с. (у співавт. з Г.Биструхіним, А.Семукой).
21. Розвіяні міфи: історичні нариси і статті. — К.: Фенікс, 2010. — 576 с. (у співавт. з. С.Шевченком).
22. Нариси з історії розвідки суб'єктів державотворення на теренах України. — К.: Преса України, 2011. — 536 с. (у співавт. з Л.Роженом, О.Гавриленком, В.Цибулькіним та інш.)
23. Радянські спецслужби в України в роки Другої світової війни //  Україна в Другій світовій війні: погляд з ХХІ ст. Історичні нариси. — К.: Наукова думка. — 2011. — Книга друга. — С. 279—310.
24. Діяльність органів та військ державної безпеки в Україні в період Другої світової війни (1939—1945 рр.): навчальний посібник. — К.: НВВ НА СБУ, 2011. — 98 с.
25. Українська багатопартійність: політичні партії, виборчі блоки, лідери (кінець 1980-х — початок 2012 рр.). — К.: ІПіЕНД, 2012. — 588 с. (член авторського колективу).
26. Вєдєнєєв Д. В. Релігійні конфесії України як об'єкт оперативної розробки німецьких і радянських спецслужб (1943—1945 рр.) / Д. В. Вєдєнєєв, О. Є. Лисенко // Український історичний журнал. — 2012. — № 4. — С. 104—126.
27. Історія органів державної безпеки на Волині: документально-публіцистичне видання. — Луцьк: Ініціал, 2012. — 240 с. (у співавт. з Я.Антонюком, В.Бараном, В.Барановим та інш.)
28. Заручниця глобального протистояння. Трагедія Великого Голоду 1932—1933 рр. в Україні у контексті «холодної війни» (1945—1991 рр.): монографія. — К.: Дорадо-Друк, 2013. — 232 с. (у співавт. з Д. Будковим).
29. Минуле як чинник конфліктогенності в українсько-польських відносинах // Відображення Волинської трагедії в історичній пам'яті польського й українського народів: монографія. — К.: Пріоритети, 2013. — С.220–23
30. Нариси воєнно-політичної історії України. Навчальний посібник. — Острог: НУОА, 2014. — 396 с.  (з співавт. з В.Атаманенко, М.Близняком та інш).
31. Чекисты Украины на "церковном фронт // Журнал «Родина» (Москва). — 2014. — № 12. — С. 110—113; 2015. — № 1. — С. 117—119
32. Закулисный актер истории: Очерки истории разведки и контрразведки. — К.: К. И. С., 2015. — 392 с. (у співавт. з Д. Будковим
33. Лікар і архіпастир: діяльність святителя Луки Кримського в контексті історії медицини і церковно-державних відносин у СРСР: історико-медичний нарис. — К.: УФК, 2015. — 72 с. (у співавт. з В.Вєдєнєєвим).
34. Вєдєнєєв Д. В. Протидія радянських спецслужб німецьким розвідці й контррозвідці на території України В 1941—1944 рр. / Д. В. Вєдєнєєв, О. Є. Лисенко // Український історичний журнал. — 2015. — № 1. — С. 69-91.
35. Веденеев Д. В. Роль советских спецслужб в разгроме нацизма (на материалах разведывательно-диверсионной деятельности НКВД-НКГБ Украинской ССР) // Великая Отечественная — известная и неизвестная: историческая память и современность: материалы междунар. науч. конф. (Москва — Коломна, 6—8 мая 2015 г.) / отв. ред.: Ю. А. Петров; Ин-т рос. истории Рос.акад. наук; Рос. ист. о-во; Китайское ист. о-во и др. — М.,2015. С. 245—253.
36. Разведка Судоплатова. Зафронтовая диверсионная работа НКВД-НКГБ в 1941—1945 гг. — М.: Алгоритм, 2015. — 576 с. (у співавт. з О.Колпакиди, С.Чертопрудом)
37. Инспиратор церковных расколов 1920-х — начала 1930-х гг. На Украине (страницы биографии чекиста Сергея Карина-Даниленко) // Петербургский исторический журнал. 2015. № 2. С. 208—220.
38. Атеисты в мундирах: Советские спецслужбы и религиозная сфера Украины. — М.:  Алгоритм, 2016. — 496 с.
39. Веденеев Д. В. Документи радянських спецслужб щодо зовнішніх контактів українського екзархату Руської Православної Церкви у 1950-х роках // Бібліотекознавство. Документознавство. Інформологія. — 2016. — № 4. — С. 18-27.
40. Веденеев Д. В., Шкаровский М. В. Репрессивные акции органов государственной безопасности против общин ≪Истинно Православной Церкви≫ в Украинской ССР (1944—1953 гг.) // Вестник Православного Свято-Тихоновского гуманитарного университета. Серия II: История. История Русской Православной Церкви. 2016. Вып. 2 (69). С. 49-65.
41. Шкаровский М. В., Веденеев Д. В. Оперативная разработка и репрессии советских органов государственной безопасности против религиозного течения «подгорновцев»(«стефановцев») в 1930-1950-е гг. // Вестник Православного Свято-Тихоновского гуманитарного университета. Серия II: История. История Русской Православной Церкви. 2017. Вып. 75. С. 94-119; Вестник Православного Свято-Тихоновского гуманитарного университета. Серия II: История. История Русской Православной Церкви. 2016. Вып. 3 (70). С. 77-92
42. Веденеев Д. В. В ожидании Армагеддона: органы госбезопасности и подполье «Свидетелей Иеговы» в Украинской ССР (1940–1960-е гг.) // Труди КДА. 2016. № 24. С. 313—327.
43. Вєдєнєєв Д. В. Новітня вітчизняна історіографія діяльності розвідки та контррозвідки руху українських націоналістів і Української повстанської армії у 1920–1950-х рр. [Електронний ресурс] / Д. В. Вєдєнєєв, О. С. Лісов // Військово-науковий вісник. — 2016. — Вип. 26. — С. 81-94.
44. Вєдєнєєв Д. В. Документи радянських спецслужб щодо зовнішніх контактів українського екзархату Руської Православної Церкви у 1950-х роках [Електронний ресурс] / Д. В. Вєдєнєєв // Бібліотекознавство. Документознавство. Інформологія. — 2016. — № 4. — С. 18-27.
45. Вєдєнєєв Д. В. Документи органів державної безпеки як джерело дослідження соціокультурних особливостей «катакомбної» течії в Православ'ї в Українській РСР у 1920-ті — 1950-ті рр. [Електронний ресурс] / Д. В. Вєдєнєєв // Бібліотекознавство. Документознавство. Інформологія. — 2017. — № 1. — С. 26-36.
46. Вєдєнєєв Д. В. Спеціальний орган з координації розвідувально-диверсійної діяльності на окупованій гітлерівськими агресорами території України: історичний досвід [Електронний ресурс] / Д. В. Вєдєнєєв, А. В. Слюсаренко // Військово-науковий вісник. — 2017. — Вип. 27. — С. 3-18.
47. Вєдєнєєв Д. В. Формування апарату дипломатичного відомства Української Народної Республіки періоду Центральної Ради (1917—1918 рр.): організаційно-функціональний аспект [Електронний ресурс] / Д. В. Вєдєнєєв // Науковий вісник Дипломатичної академії України. — 2017. — Вип. 24(1). — С. 78-81.
48. Веденеев Д. В. В ожидании Армагеддона: органы госбезопасности и подполье «Свидетелей Иеговы» в Украинской ССР (1940–1960-е гг.) // Журнал российских и восточноевропейских исторических исследований. 2017. № 1. С. 69-111 (розширена стаття).
49. Веденеев Д. В. «Решительный враг Ватикана и унии». Спецслужбы и протопресвитер Гавриил Костельник в контексте создания предпосылок к ликвидации унии в Западной Украине (1939—1944 гг.) // Вестник Православного Свято-Тихоновского гуманитарного университета. Серия II: История. История Русской Православной Церкви. 2017. Вып. 79. С. 85-105.
50. Вєдєнєєв Д. Партизанство, пам'ять, історична культура: новаторське історико-документальне дослідження меморіалізації партизанського руху в Україні / Д. Вєдєнєєв // Бібліотекознавство. Документознавство. Інформологія. — 2017. — № 4. — С. 110—112.
51. Вєдєнєєв Д. В. Соціокультурне явище волонтерського руху в сучасній Україні // Вісник Національної академії керівних кадрів культури і мистецтв. — 2018. — № 1. — С. 3-10.
52. Вєдєнєєв Д. В. Волонтерський рух в Україні в ході російсько-української війни: ризики праці та форми державного і громадського визнання / Д. В. Вєдєнєєв, О. В. Турчак // Військово-науковий вісник. — 2018. — Вип. 30. — С. 206—216.
53. Організація та здійснення державної охорони: навчальний посібник. — К.: НУОУ імені Івана Черняховського, 2019. — 296 с. (заст. керівника авт. колективу).
54. Вєдєнєєв Д. В., Семенюк О. Г. Формування концептуальних та функціональних передумов гібридної конфліктності як загрози національній безпеці України: ретроспективний аналіз. Монографія. — К.: ДП «ІНФОТЕХ», 2020. — 274 с.
55. Вєдєнєєв Д. В., Семенюк О. Г. Розвиток концептуальних і науково-практичних поглядів на сутність неконвенційної (гібридної) конфліктності. Монографія. — К.: ТОВ "Видавничий дім «АртЕк» 2021. — 228 с.
56. Вєдєнєєв Д. В. Оперативні та репресивні заходи радянської спецслужби щодо греко-католицької конфесії в Західній Україні (1945—1953) // Політика пам'яті в Україні щодо радянських репресій у західних областях (1939—1953): колективна монографія / відп. ред. В. Ільницький. Львів — Торунь: Liha-Pres, 2021. — С. 171—194.
57. Viedienieiev, D. & Sliusarenko А. (2021). Formation of Conceptual Principles and Arsenal of Asymmetric («Hybrid») Warfare during the Period of Inter-bloc Military and Political Confrontation in the World (1946—1990). Skhidnoievropeiskyi istorychnyi visnyk [East European Historical Bulletin], 21. Р. 172—187.
58. Вєдєнєєв Д. В., Семенюк О. Г. Сутнісні риси та функціональні компоненти сучасної неконвенційної (гібридної) конфліктності // Стратегічна панорама. — 2021. — № 1-2. — С. 30–47.
59. Вєдєнєєв Д. В., Семенюк О.Г. Розвиток в Україні науково-концептуальних та організаційно-функціональних засад протидії інформаційно-психологічній зброї як знаряддю гібридної конфліктності. Монографія. К.: ДП «Інфотек» "Видавничий дім «АртЕк» 2022. 256 с.
60. Вєдєнєєв Д., Семенюк О. Розвиток концептуальних поглядів на інформаційне протиборство як складову неконвенційних (гібридних) війн і конфліктів (2013–2023 рр.) : монографія. Одеса : Олді+, 2024. 238 с.
61. Вєдєнєєв Д.В. Культурна дипломатія: місце та функції в системі сучасних інформаційно-культурних комунікацій України. Нові парадигми освіти і науки ХХІ століття: інкорпорація креативних практик у підготовці фахівців культури і мистецтв : колективна монографія / уклад.: О. Р. Копієвська, Н. О. Шевченко. Київ : НАКККіМ, 2024. С. 64–81.

## Нагороди
- Орден «За заслуги» III ступеня ( указ Президента України В.Ющенка, 2007) [26]
- відзнака СБ України "Хрест доблесті" ІІ ст. [27], медалі СБ України та МО України.
- Орден преподобного Нестора Літописця І ступеня Української православної церкви [28].
- Подяка Премьєр-Міністра України Миколи Азарова (2012).
- Подяка Київського міського Голови (2006).
- Лауреат міжнародної премії імені Володимира Винниченка (2011).